# Copa Ciutat d'Offida-Trofeu Beato Bernardo
La Copa Ciutat d'Offida-Trofeu Beato Bernardo (en italià: Coppa Città di Offida-Trofeo Beato Bernardo) és una competició ciclista d'un dia que es disputa a Offida (Marques). Creada com a cursa per a categoria júnior, actualment competeixen ciclistes sub-23.

## Palmarès parcial
| Any  | Vencedor            | Segon            | Tercer             |
| ---- | ------------------- | ---------------- | ------------------ |
| 2007 | Elia Favilli        | Alfredo Balloni  | Salvatore Puccio   |
| 2008 | Francesco Bongiorno | Enrico Barbin    | Antoni Orsani      |
| 2009 | Pierre Paolo Penasa | Patrick Lane     | Davide Formolo     |
| 2009 | Mirko Trosino       | Antony Orsani    | Aaron Donnelly     |
| 2016 | Enrico Salvador     | Filippo Zaccanti | Cristian Rocchetta |